# 388 (szám)
A 388 (római számmal: CCCLXXXVIII) egy természetes szám.

## A szám a matematikában
A tízes számrendszerbeli 388-as a kettes számrendszerben 110000100, a nyolcas számrendszerben 604, a tizenhatos számrendszerben 184 alakban írható fel.
A 388 páros szám, összetett szám, kanonikus alakban a 22 · 971 szorzattal, normálalakban a 3,88 · 102 szorzattal írható fel. Hat osztója van a természetes számok halmazán, ezek növekvő sorrendben: 1, 2, 4, 97, 194 és 388.
A 388 négyzete 150 544, köbe 58 411 072, négyzetgyöke 19,69772, köbgyöke 7,29363, reciproka 0,0025773. A 388 egység sugarú kör kerülete 2437,87590 egység, területe 472 947,92444 területegység; a 388 egység sugarú gömb térfogata 244 671 726,2 térfogategység.